# Stadion im. Goce Dełczewa w Dełczewie
Stadion im. Goce Dełczewa – stadion sportowy w Dełczewie, w Macedonii Północnej. Obiekt może pomieścić 5000 widzów. Swoje spotkania rozgrywają na nim piłkarze klubu Bregałnica Dełczewo.